# Liga Mexicana de Béisbol 1971
La Temporada 1971 de la Liga Mexicana de Béisbol fue la edición número 47. Por segundo año consecutivo la liga tuvo una expansión, en esta ocasión de 10 a 12 equipos. Se continuó con el sistema en que los equipos que terminen en primer lugar de cada zona, se acreditan campeones de zona y juegan una Serie Final por el campeonato de la liga. Los equipos de expansión fueron los Piratas de Sabinas, quienes debutaban en la liga, y los Estibadores de Tampico, que regresaron a la liga después de que no participaban desde 1948, pero en esa ocasión con el nombre de Alijadores. El resto de los equipos se mantenían en su sede. El equipo de Broncos de Reynosa cambió el nombre a Bravos de Reynosa.
Debido a que los dos equipos de expansión se ubican geográficamente al norte del país, los Diablos Rojos del México pasan de jugar de la Zona Norte a la Zona Sur. Los equipos continúan divididos en la Zona Norte y Zona Sur, pero en esta ocasión seis equipos por cada zona. 
En la Serie Final los Charros de Jalisco obtuvieron el segundo campeonato de su historia al derrotar en 7 juegos a los Saraperos de Saltillo. El mánager campeón fue Benjamín "Cananea" Reyes, los Charros fueron el primer equipo de la historia de la liga que se ha coronado campeón después de estar abajo en la serie 3 juegos a 0. Y el único hasta los Toros de Tijuana en 2021.

## Equipos participantes
| Liga Mexicana de Béisbol 1971 |                              |           |                        |                       |           |
| Zona                          | Equipo                       | Fundación | Ciudad                 | Estadio               | Capacidad |
| Norte                         | Algodoneros de Unión Laguna  | 1940      | Gómez Palacio, Durango | Rosa Laguna           | 6,000     |
| Norte                         | Bravos de Reynosa            | 1963      | Reynosa, Tamaulipas    | Adolfo López Mateos   | 10,000    |
| Norte                         | Estibadores de Tampico       | 1937      | Tampico, Tamaulipas    | Alijadores            | 7,000     |
| Norte                         | Piratas de Sabinas           | 1971      | Sabinas, Coahuila      | Sabinas               | 4,000     |
| Norte                         | Saraperos de Saltillo        | 1970      | Saltillo, Coahuila     | Francisco I. Madero   | 16,000    |
| Norte                         | Sultanes de Monterrey        | 1939      | Monterrey, Nuevo León  | Cuauhtémoc            | 8,000     |
| Sur                           | Charros de Jalisco           | 1946      | Guadalajara, Jalisco   | Tecnológico de la UDG | 4,000     |
| Sur                           | Diablos Rojos del México     | 1940      | México, D. F.          | Seguro Social         | 25,000    |
| Sur                           | Leones de Yucatán            | 1954      | Mérida, Yucatán        | Carta Clara           | 9,000     |
| Sur                           | Petroleros de Poza Rica      | 1958      | Poza Rica, Veracruz    | Heriberto Jara Corona | 10,000    |
| Sur                           | Rojos del Águila de Veracruz | 1903      | Veracruz, Veracruz     | Deportivo Veracruzano | 12,000    |
| Sur                           | Tigres Capitalinos           | 1955      | México, D. F.          | Seguro Social         | 25,000    |

## Posiciones
| Zona Norte   | Zona Norte | Zona Norte | Zona Norte | Zona Norte |
| Equipo       | JG         | JP         | PCT        | JV         |
| ------------ | ---------- | ---------- | ---------- | ---------- |
| Saltillo     | 86         | 59         | .593       | -          |
| Monterrey    | 83         | 63         | .568       | 3.5        |
| Tampico      | 79         | 65         | .549       | 6.5        |
| Unión Laguna | 72         | 76         | .486       | 15.5       |
| Sabinas      | 62         | 83         | .428       | 24.0       |
| Reynosa      | 47         | 100        | .320       | 40.0       |

| Zona Sur  | Zona Sur | Zona Sur | Zona Sur | Zona Sur |
| Equipo    | JG       | JP       | PCT      | JV       |
| --------- | -------- | -------- | -------- | -------- |
| Jalisco   | 82       | 65       | .558     | -        |
| México    | 81       | 65       | .555     | 0.5      |
| Tigres    | 80       | 67       | .544     | 2.0      |
| Yucatán   | 71       | 75       | .486     | 10.5     |
| Águila    | 70       | 75       | .483     | 11.0     |
| Poza Rica | 61       | 81       | .430     | 18.5     |

| Campeón de Zona |

## Juego de Estrellas
El Juego de Estrellas de la LMB se realizó el 19 de julio en el Estadio Francisco I. Madero en Saltillo, Coahuila. La Zona Norte se impuso a la Sur 6 carreras a 0.

## Serie Final
El campeón se definió mediante una serie final a ganar 4 de 7 partidos entre los equipos campeones de la Zona Norte y Zona Sur. La serie comenzó en Guadalajara, Jalisco donde se jugaron dos partidos, después se trasladó a  Saltillo, Coahuila donde se jugaron tres juegos y finalmente regresó a Guadalajara  en donde los Charros de Jalisco se coronaron campeones en el séptimo juego al vencer a los Saraperos de Saltillo en el Estadio Tecnológico de la UDG. El lanzador del último partido por parte de los Charros fue Pablo Torrealba y de los Saraperos fue Andrés Ayón. Los Saraperos comenzaron ganando los primeros tres partidos para ponerse arriba en la serie 3 juegos a 0, cuando se iba a jugar el cuarto juego se tuvo que suspender por lluvia por lo que el juego tuvo que programarse para el siguiente día. Los Charros ganaron el partido manteniéndose con vida al llevar la serie al quinto partido que se jugó el mismo día, nuevamente los Charros vencieron a los Saraperos por lo que tuvieron que regresar a Guadalajara. Allí ganaron el sexto juego y posteriormente el último y decisivo partido. Fue la única ocasión en que un equipo se había repuesto de una desventaja tan grande en una serie final, hasta la temporada 2021 donde los Toros de Tijuana se repusieron en las mismas condiciones y vencieron a los Leones de Yucatán.

## Designaciones
Se designó como novato del año a Miguel Suárez de los Diablos Rojos del México.

## Acontecimientos relevantes
- 24 de marzo: Francisco Mayrotena, Héctor Manuel Díaz y Nicolás García de los Tigres Capitalinos le lanzan juego perfecto de 7 entradas a los Rojos del Águila de Veracruz, en un partido disputado en México D. F. y que terminó con marcador de 3-0. Este ha sido el único juego perfecto lanzado de manera combinada en la historia de la liga, los lanzadores trabajaron 1, 3 y 3 entradas respectivamente.
- 8 de abril: Enrique Icedo (3 entradas), José Leyva (3) y Nicolás García (1) de los Tigres Capitalinos le lanzan juego sin hit ni carrera de 7 entradas a los Petroleros de Poza Rica, ganando 3-0 en el Parque del Seguro Social de la Ciudad de México, siendo el primero que se lograba de manera combinada.[4]
- 9 de junio: Alejo Ahumada de los Estibadores de Tampico le lanza juego sin hit ni carrera de 7 entradas a los Petroleros de Poza Rica, en un partido disputado en Poza Rica, Veracruz y que terminó con marcador de 4-0.